# Salvador López Sanz
Salvador López Sanz (Múrcia, 1924 - València, 2009) fou un polític i catedràtic valencià d'origen murcià.

## Trajectòria
Es llicencià en dret per la Universitat de València. Hi fou catedràtic a l'Escola Universitària de Dret Mercantil. Militant del PSPV-PSOE, fou subsecretari de presidència del Consell del País Valencià i Conseller de Sanitat i Seguretat Social (1981-1982) durant l'etapa preautonòmica, al Consell presidit pel també socialista Josep Lluís Albinyana. Després fou elegit diputat per la Circumscripció electoral de València a les eleccions generals espanyoles de 1982 i 1986. Ha estat president de la Comissió de Peticions del Congrés dels Diputats el 1986-1989.
Salvador López morí a València el 6 de febrer de 2009 a l'edat de 84 anys.

## Obres
- Curso elemental de derecho civil (1985)
- Elementos de derecho y legislación mercantil